# Мойспат
Мойспат (нім. Meuspath) — громада в Німеччині, розташована в землі Рейнланд-Пфальц. Входить до складу району Арвайлер. Складова частина об'єднання громад Аденау.
Площа — 3,06 км2. Населення становить 155 ос. (станом на 31 грудня 2020).